# Ім'я
В українській мові (як і в багатьох слов'янських) ім'я — власна назва суб'єкта,  тобто людини, тварини чи персонажа. В деяких інших мовах термін, що позначає власну назву суб'єкта (наприклад, англ. name), може позначати власну назву і будь-якої іншої сутності — організаційної одиниці (наприклад, підприємства), речі, продукту (бренду), ідеї або концепції. Ім'я зазвичай виконує ідентифікаційну функцію — щоби розрізняти членів одного класу. Згідно з сучасними науковими дослідженнями, імена утворюють ідентифікаційний реєстр (індекс) індивідуумів в межах певної інформаційної множини.
Науковим дослідженням імен займається галузь мовознавства — ономастика, котра досліджує історію, використання та походження імен, тобто конотація імені. Інша частина ономастики займається теоретичним дослідженням імен, тобто питанням: що є іменем? Це теорія основного значення імені.
Антропономастика є частиною ономастики котра досліджує власні назви персон — імена, прізвища та псевдоніми.

## У морфології
У морфології ім'я — загальна назва для іменників, прикметників і числівників, що об'єднуються граматичною категорією відмінка і протиставляються дієсловам і прислівникам.

## Особове ім'я
Ім'я дитини визначається за згодою батьків. Ім'я дитини, народженої жінкою, яка не перебуває у шлюбі, у разі відсутності добровільного визнання батьківства визначається матір'ю дитини. Дитині може бути дано не більше двох імен, якщо інше не випливає із звичаю національної меншини, до якої належать мати і/або батько. По батькові дитини визначається за іменем батька. По батькові дитини, народженої жінкою, яка не перебуває у шлюбі, за умови, що батьківство щодо дитини не визнано, визначається за іменем особи, яку мати дитини назвала батьком.

### Імена в Україні
За даними Укрдержреєстру 2013 дітей найчастіше називали іменами:
- жіночими: Анастасія, Софія, Анна, Вікторія, Вероніка, Яна, Соломія, Злата, Марта, Юлія, Марія, Ольга, Христина, Дарина, Діана, Катерина, Дарія, Олександра.
- чоловічими: Павло, Олег, Олександр, Максим, Святослав, Денис, Владислав, Юрій, Богдан, Іван, Володимир, Дмитро, Петро, Артем, Арсен, Ярослав, Назарій, Матвій, Андрій, Тимофій.

## Імена людей в різні часи і у різних суспільствах
Найдавніші імена людей у всіх народів — це просто прізвиська, які давали їм навколишні. Як правило прізвисько відображало характерну особливість людини, яка відрізняла її серед інших — Швидкий, Веселий, Кривоніс, Мила і т. д. Також відомо, що в минулому у багатьох народів прийнято було давати людині декілька імен — одне при народженні, інше — коли людина ставала дорослою, крім того імена могли змінюватись, коли людина здійснювала певний вчинок (добрий чи поганий) або займала нове положення у суспільстві. Цікаво також, що дитині могли давати ім'я яке означає гарну якість (щоб людина мала цю якість коли виросте) так і погану (щоб дитину не чіпали злі духи).
З розвитком сімейно-родових відносин спосіб найменування людей починає змінюватись. Поряд з власним іменем починає вживатись ім'я батька, а також родове ім'я (прізвище) — ім'я спільне для членів даної родини, роду. В деяких суспільствах до імені людини додають також ім'я його сина, або назву місцевості звідки він родом. Яскравий приклад — класичні мусульманські (арабські імена). Наприклад абу Хасан, Мухаммад ібн Ахмед Ісфахані перекладається як батько Хасана, Мухаммад син Ахмеда з Ісфахану. Можливий варіант (характерний також для біблійних персонажів) — Мухаммад ібн Мустафа ібн Ахмед ібн Хасан … — Мухаммад син Мустафи сина Ахмеда сина Хасана і т.д… У складі арабського імені також може бути наявне прізвисько або ім'я родини (відповідник укр. прізвища).
В більшості країн Близького Сходу, Центральної Азії, а також у східнослов'янських країнах до останнього часу зберігся спосіб повного іменування людей типу — Іван (ім'я) Степанович (по батькові) Непийпиво (прізвище), тобто Іван син Степана з родини Непийпиво. При цьому при близькому спілкуванні так само як і в інших народів людину можуть називати лише на ім'я, або прізвиськом. Останнім часом в ділових стосунках набуває поширення європейська модель іменування — Іван Непийпиво, тобто лише ім'я та прізвище людини.
Первісно власні імена людей у всіх народів утворювались за допомогою слів рідної мови. Після появи тісніших контактів між різними народами, зокрема після поширення світових релігій і іноземних культур у багатьох народів стали поширюватися імена іншомовного походження — у мусульманських країнах — арабські, у християнських — грецькі, староєврейські і латинські. Саме така ситуація в Україні — багато імен грецького походження. Приклад — Григорій (грецьк. Швидкий) і т. д.